# Batalha de Cinossema
A batalha de Cinossema (em grego: Κυνὸς σῆμα; romaniz.: Cynossema) foi um conflito naval travado em 411 a.C. durante a Guerra de Decélia (última fase da Guerra do Peloponeso). Na batalha, a frota ateniense comandada por Trasíbulo e Trasilo, apesar de inicialmente posta à defensiva pela frota espartana numericamente superior, obteve uma apertada vitória. Esta vitória, conseguida no tempo em que a democracia ateniense fora substituída por uma oligarquia, e quando uma derrota ateniense poderia ter colocado fim a guerra, teve um impacto desproporcionado a respeito do seu significado tático. Renovada a sua confiança, a frota ateniense conseguiu, em rápida sucessão, mais duas vitórias no Helesponto; a segunda delas foi a vitória esmagadora de Cízico, que acabou com a ameaça imediata de Esparta sobre as posses de Atenas no mar Negro.

## Prelúdio

Mundo Egeu em

No rescaldo da derrota ateniense na expedição à Sicília em 413 a.C., uma pequena frota espartana comandada por Calcideu, que era aconselhado e ajudado por Alcibíades, teve sucesso provocando revoltas em diferentes cidades jônias pertencentes ao Império Ateniense. Após a revolta da cidade chave de Mileto, o sátrapa aquemênida Tissafernes pactuou uma aliança contra Atenas junto a Esparta. Os espartanos relutaram em enfrentarem os atenienses no mar, e uma frota de Atenas conseguiu recapturar várias cidades e assediar Quios durante os últimos meses de 412 a.C. Em 411 a.C., porém, novas rebeliões em Rodes e Eubeia, com a captura de Abidos e Lâmpsaco no Helesponto por parte dum exército peloponésio que marchou por terra, obrigou os atenienses a dispersarem as suas forças para fazer face às diferentes ameaças. A frota espartana pôde então movimentar-se livremente pelo Egeu e aproveitou a sua recente superioridade para levantar o bloqueio sobre Quios e conter a frota ateniense do Egeu em Samos.
Ao retirar os seus navios do Helesponto para Samos, os atenienses puderam restabelecer a sua superioridade naval no mar Egeu, mas isto possibilitou que Esparta mudasse o teatro de guerra. Assim, em julho, o comandante espartano Clearco tentou chegar ao Helesponto atravessando a frota ateniense com 40 navios. Apesar destes terem regressado devido a uma tormenta, pouco depois chegaram ao Helesponto 10 navios sob comando do general megarense Helixo, onde iniciaram revoltas em Bizâncio, provocando a sua defecção, e em Calcedônia e outras cidades importantes. Vários meses mais tarde, o novo navarco espartano, Míndaro, após decidir que as promessas de apoio realizadas por Farnabazos II, o sátrapa persa da Anatólia, eram melhores que as de Tissafernes na Jônia, conseguiu escorrer-se entre os atenienses com toda a sua frota. Depois, uniu-se aos navios peloponésios que já operavam no Helesponto e estabeleceu a sua base em Abidos, forçando a fuga da pequena frota ateniense em Sesto, com baixas, para Imbros e Lemnos.

## A batalha

Diagramação da batalha de Cinossema

Com uma grande frota peloponésia operando no Helesponto, lugar de vital importância, pois era pelo qual se passava a rota de comércio de grão ateniense, a frota de Atenas não teve mais opção que perseguir Míndaro. Assim, Trasíbulo, assumindo o comando total, guiou a frota até Eleu, no extremo da península de Galípoli, onde os atenienses passaram cinco dias preparando-se para confrontar os 86 navios espartanos em Abidos com os seus 76 navios. A frota ateniense avançou em fila para o Helesponto, seguindo a costa por norte, enquanto os espartanos zarpavam de Abidos na costa meridional. Quando os atenienses rodearam o promontório de Cinossema, os espartanos atacaram. O plano dos espartanos era colocarem-se contra o flanco direito ateniense e pegar a frota no Helesponto ao mesmo tempo em que o centro da formação era empurrado para terra. O centro ateniense ficou imobilizado na costa de Cinossema; o flanco esquerdo, sob comando de Trasilo, assaltado por navios siracusanos e incapaz de ver o resto da frota devido ao promontório, não pôde ajudar. Enquanto isso, Trasíbulo conseguiu que o flanco direito evitasse ficar cercado ao estender sua linha para oeste. No entanto, este movimento fê-lo perder contato com o centro da formação. Com os atenienses divididos e grande parte da sua frota incapacitada, a vitória espartana parecia assegurada.
Neste momento crítico, contudo, a linha peloponésia começou a entrar em desordem quando os navios quebraram a formação para perseguirem os navios atenienses. Ao ver isto, Trasíbulo mandou girar os seus navios abruptamente e atacou o flanco esquerdo espartano. Após vencer estas embarcações, a direita ateniense avançou para o centro peloponésio e, encontrando-o num estado de desorganização, também conseguindo vencê-lo com rapidez. Os siracusanos do flanco direito, vendo fugir o resto da sua frota, abandonaram o seu ataque sobre a esquerda ateniense e empreenderam a fuga. O estreito assegurou que os peloponésios tivessem um curto caminho para se ficar a salvo e limitou o dano que os atenienses podiam provocar; porém, ao final o dia a frota de Atenas capturara 21 navios espartanos contra os 15 que foram tomados pelos peloponésios no início do confronto. Os atenienses colocaram um troféu em Cinossema e estabeleceram-se em Sesto, enquanto os peloponésios se dirigiram de volta para Abidos.

## Consequências
Durante os dias que se seguiram à batalha, os atenienses arranjaram os seus navios em Sesto e despacharam um pequeno destacamento para Cízico, recapturando a cidade e tomando oito trirremes que encontraram no caminho. Foi enviado um trirreme para Atenas, onde a inesperada notícia do sucesso restaurou a confiança do povo no esforço bélico. O historiador Donald Kagan enfatiza o efeito que esta vitória teve sobre os atenienses. Forçados a lutar sob termos estabelecidos pelos seus inimigos, numa época quando a cidade carecia de recursos para construir uma nova frota, os atenienses poderiam ter perdido a guerra em Cinossema. No seu lugar, contudo, conseguiram uma vitória que os permitiu continuar lutando.